# 王艺迪
王艺迪（1997年2月14日—）是一名中国女子乒乓球运动员。2019年6月，她在香港乒乓球公開賽决赛中以4-0击败伊藤美誠获得冠军。2019年7月，她在意大利那不勒斯进行的夏季世界大学生运动会上获得了四枚金牌。